# 布赖斯·扬
布赖斯·克里斯托弗·扬（Bryce Christopher Young，2001年7月25日—），美国宾夕法尼亚州費城人，美式橄榄球运动员，美国全国橄榄球联盟（NFL）卡罗来纳黑豹队的四分卫。布赖斯·扬大学时期在亚拉巴马大学打大学橄榄球，2021年海斯曼奖得主。布赖斯·扬在2023年NFL选秀中被黑豹队以首轮第一顺位的状元签选中。

## 大学生涯
布赖斯·扬在大学招募中被评为五星新秀。他原已承诺加入南加州大学，但最后变卦加入亚拉巴马大学校队。
他在大一赛季担任麦克·琼斯的替补。亚拉巴马在当赛季获得季后赛全国冠军赛冠军，布赖斯·扬未出战冠军赛。在麦克·琼斯前往NFL后，布赖斯·扬在他的大二赛季成为主力四分卫。他在对阵阿肯色大学的比赛中共传球559码，打破了最高单场传球码数的校队记录。赛季结束后，他获得了海斯曼奖、美联社年度最佳大学橄榄球运动员、《体育新闻》年度最佳大学橄榄球运动员等奖项。亚拉巴马在季后赛全国冠军赛中对阵佐治亚大学，布赖斯·扬被佐治亚防守组冻结，亚拉巴马以18-33输掉了冠军赛。在其大三赛季，亚拉巴马在常规赛11胜2负，未能晋级季后赛。布赖斯·扬在赛季后宣布放弃大四赛季，参加NFL选秀。

## 职业生涯
布赖斯·扬在2023年NFL选秀中被卡罗来纳黑豹队以首轮第一顺位的状元签选中。黑豹队原本拥有的是第一轮第九顺位的选秀权，但他们用自己的这个首轮选秀权加上外接手D·J·穆尔、二轮第61顺位选秀权、2024年一轮选秀权、2025年二轮选秀权，从芝加哥熊队交易来了状元签。他于2023年7月21日签下了为期四年、总价值3790万美元的全额保障的新秀合同。
布赖斯·扬在2023年新秀赛季首发出场，但表现不佳，各项数据都在联盟倒数。球队老板大衛·泰珀在1胜10负的开局后解雇了主教练弗兰克·赖克，依然表示了对布赖斯·扬的坚定支持。